# Los Ángeles 84
Los Ángeles 84 (français : Les Jeux olympiques de Los Angeles) est une bande dessinée espagnole illustrée par Francisco Ibáñez, appartenant à la franchise Mortadel et Filémon, éditée en 1984 (avril 1985 en France sous le nom de Futt et Fil).

## Synopsis
Mortadel et Filémon, ainsi que le Pr Bacterio, sont choisis pour protéger la délégation espagnole qui va participer aux Jeux olympiques de Los Angeles en 1984. Lorsqu'ils arrivent au siège de la délégation olympique, l'assistant du président du Comité les confond avec deux bons sportifs et leur entraîneur. Arrivés à Los Angeles, ils sont contraints de participer aux différentes disciplines sans gagner aucune médaille pour l'Espagne, à la grande honte du président olympique espagnol, et les seules médailles gagnées pour le COE (peu nombreuses selon le président) sont en fait remportées par le reste des athlètes.

## Édition
La bande dessinée est publiée en série dans le deuxième numéro de la revue Mortadelo (nos 186 à 191), entre les nos 183 à 185 et 192 à 194 de Testigo de cargo.